# António Adriano Faria Lopes dos Santos
António Adriano Faria Lopes dos Santos OA • ComA • GOI (28 de dezembro de 1919 - 11 de maio de 2009) foi um militar português.

## Biografia
Antigo general do exército, serviu como Governador de Macau entre 17 de abril de 1962 e 25 de novembro de 1966 e como Governador de Cabo Verde de 13 de Março de 1969 a 1974.
A 30 de Julho de 1957 foi feito Oficial da Ordem Militar de Avis, tendo sido elevado a Comendador da mesma Ordem a 11 de Março de 1960 e feito Grande-Oficial da Ordem do Império a 7 de Março de 1974.